# Rejon Hadrut
Rejon Hadrut – jednostka podziału administracyjnego Republiki Górskiego Karabachu od 1991, a w latach 1923-1991 – Nagorno-Karabachskiego Obwodu Autonomicznego. Rejon Hadrut RGK poza obszarem rejonu Hadrut dawnego NKOA obejmował również część rejonu Füzuli i cały rejon Cəbrayıl Azerbejdżanu.